# Chwaliszewo (województwo kujawsko-pomorskie)
Chwaliszewo – wieś pałucka w Polsce położona w województwie kujawsko-pomorskim, w powiecie nakielskim, w gminie Kcynia.

## Podział administracyjny
W latach 1954–1959 wieś należała do gromady Łankowice, następnie do gromady Dobieszewo, po zmianie nazwy i siedziby gromady w 1962 r. należała i była siedzibą władz gromady Chwaliszewo. W latach 1975–1998 miejscowość administracyjnie należała do województwa bydgoskiego.

## Demografia
Według Narodowego Spisu Powszechnego (III 2011 r.) liczyła 342 mieszkańców. Jest szóstą co do wielkości miejscowością gminy Kcynia.

## Rolnictwo
W miejscowości działało Państwowe Gospodarstwo Rolne Chwaliszewo. W 1992 jako Kombinat Państwowych Gospodarstw Rolnych Chwaliszewo. W latach 1993–1994 ponownie jako Państwowe Gospodarstwo Rolne Chwaliszewo.

## Zabytki

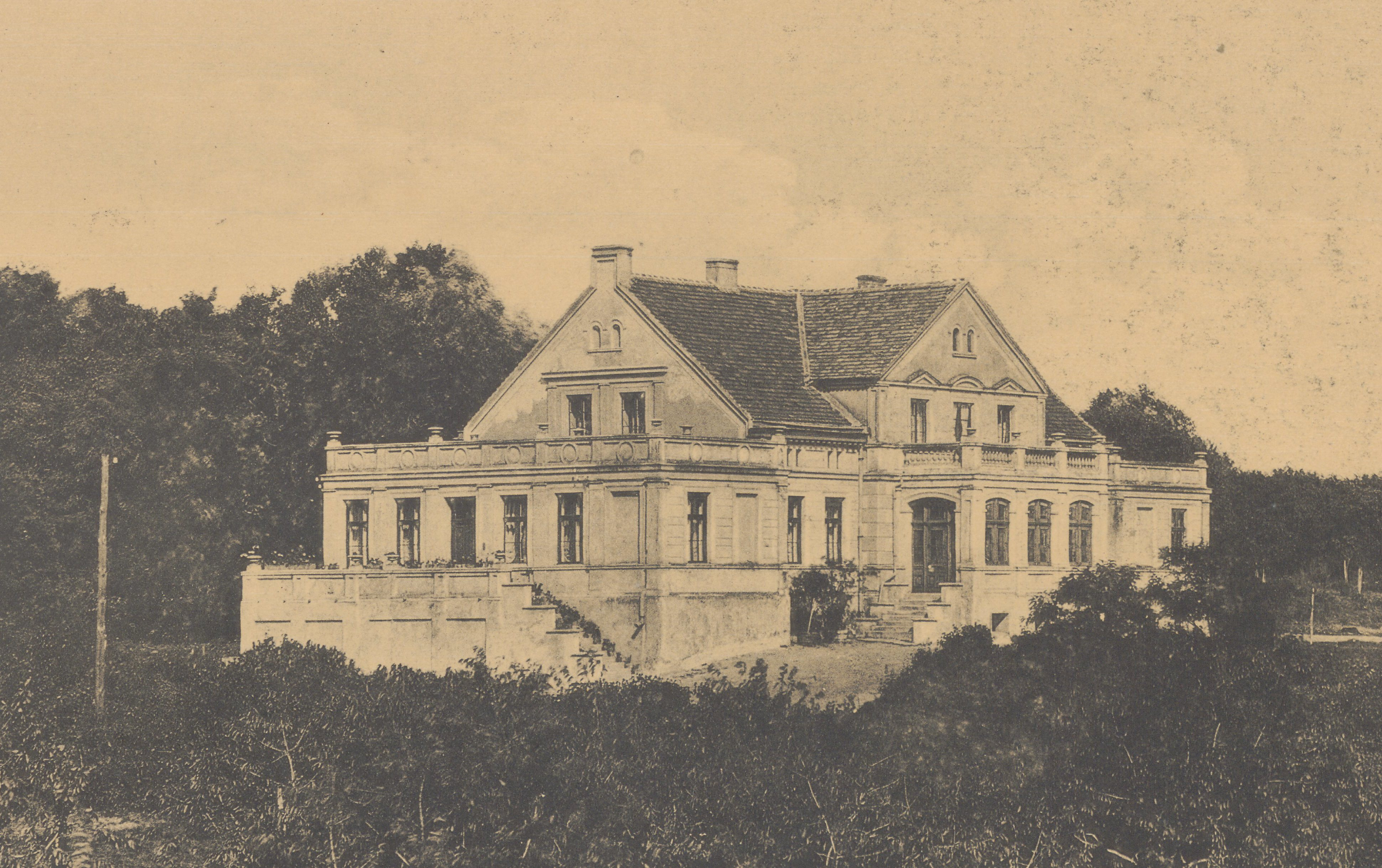
Widok pałacu przed 1912

Według rejestru zabytków NID na listę zabytków wpisany jest zespół pałacowy, 1. połowa XIX w., lata 30. XX w., nr rej.: 187/A z 15.01.1986:
- pałac
- park, początek XX w.
- zabudowania gospodarcze, początek XX w.

## Urodzeni w Chwaliszewie
- Michał Szulczewski – polski polityk sanacyjny, ziemianin, poseł na Sejm w II RP[9].